# Andreas Wenzel
Andreas «Andy» Wenzel (* 18. März 1958 in Straubing, Bayern) ist ein ehemaliger liechtensteinischer Skirennläufer.

## Biografie
Zusammen mit seiner Schwester Hanni war er Ende der 1970er und in den 1980er Jahren im Skiweltcup aktiv. Er gewann bei den Junioreneuropameisterschaften 1975 in Mayrhofen die Goldmedaille im Riesenslalom. Bei den Skiweltmeisterschaften 1978 in Garmisch-Partenkirchen gewann der Allrounder die Kombination und die Silbermedaille im Riesenslalom. In der Kombination bei den Olympischen Spielen 1980 in Lake Placid wurde er Zweiter. Dieser Wettbewerb wurde lediglich als Weltmeisterschaft ausgetragen, so dass es hier keine olympische Medaille gab. Jedoch gewann er im Riesenslalom Silber, wobei er in dem an zwei Tagen ausgetragenen Bewerb nach dem ersten Lauf vor Hans Enn und Ingemar Stenmark führte. Bei den Olympischen Spielen 1984 in Sarajevo konnte er im Riesenslalom die Bronzemedaille erringen. Auch diesmal verlor er einen Rang, denn er lag nach dem ersten Lauf nur 0,10 s hinter Max Julen, wurde aber noch von Jure Franko überholt.
Im Skiweltcup siegte er insgesamt 14-mal, davon 6-mal in der Kombination. Den Gesamtweltcup gewann er 1980 mit 204 Punkten vor Ingemar Stenmark (200) und Phil Mahre (132). Da auch Schwester Hanni (erneut nach 1977/78) den Gesamtweltcup gewann, war es das erste Mal, dass ein Geschwisterpaar in derselben Saison diese Trophäe in Besitz nahm.
Nach seinem Rücktritt wurde er Anfang Oktober 1988 Rennsportleiter der Skifirma Atomic. Im Jahr 2006 erhielt Wenzel das Goldene Lorbeerblatt, die höchste sportliche Auszeichnung Liechtensteins, verliehen. Seine Schwester hatte diese Auszeichnung bereits 2004 erhalten. Seit 2007 ist er Präsident des Liechtensteinischen Skiverbandes (LSV).
Seine Nichte Tina Weirather war ebenfalls eine erfolgreiche Skirennläuferin.

## Erfolge

### Olympische Spiele
- Innsbruck 1976: 10. Slalom, 20. Riesenslalom, 28. Abfahrt (zählte zugleich als WM)
- Lake Placid 1980: 2. Riesenslalom, 12. Slalom, 20. Abfahrt (zählte zugleich als WM)
- Sarajevo 1984: 3. Riesenslalom
- Calgary 1988: 6. Riesenslalom, 12. Super-G

### Weltmeisterschaften
- Innsbruck 1976: 5. Kombination
- Garmisch-Partenkirchen 1978: 1. Kombination, 2. Riesenslalom, 13. Abfahrt
- Lake Placid 1980: 2. Kombination
- Bormio 1985: 4. Kombination

### Weltcupwertungen
Andreas Wenzel gewann in der Saison 1979/80 den Gesamtweltcup. Hinzu kommen zwei Siege in der Kombinationswertung.
| Saison  | Gesamt | Gesamt | Abfahrt | Abfahrt | Super-G | Super-G | Riesenslalom | Riesenslalom | Slalom | Slalom | Kombination | Kombination |
| Saison  | Platz  | Punkte | Platz   | Punkte  | Platz   | Punkte  | Platz        | Punkte       | Platz  | Punkte | Platz       | Punkte      |
| ------- | ------ | ------ | ------- | ------- | ------- | ------- | ------------ | ------------ | ------ | ------ | ----------- | ----------- |
| 1976/77 | 21.    | 42     | –       | –       | –       | –       | 11.          | 27           | 16.    | 9      | –           | –           |
| 1977/78 | 3.     | 100    | –       | –       | –       | –       | 2.           | 100          | 7.     | 30     | –           | –           |
| 1978/79 | 6.     | 148    | –       | –       | –       | –       | 7.           | 74           | 15.    | 41     | –           | –           |
| 1979/80 | 1.     | 204    | 13.     | 23      | –       | –       | 4.           | 71           | 8.     | 51     | 2.          | 65          |
| 1980/81 | 7.     | 130    | 33.     | 9       | –       | –       | 16.          | 38           | 17.    | 28     | 2.          | 55          |
| 1981/82 | 5.     | 129    | –       | –       | –       | –       | 11.          | 36           | 13.    | 32     | 2.          | 60          |
| 1982/83 | 3.     | 177    | 30.     | 7       | –       | –       | 12.          | 38           | 3.     | 92     | 5.          | 40          |
| 1983/84 | 4.     | 191    | 37.     | 3       | –       | –       | 8.           | 58           | 6.     | 60     | 1.          | 90          |
| 1984/85 | 3.     | 172    | 35.     | 1       | –       | –       | 14.          | 31           | 4.     | 75     | 1.          | 76          |
| 1985/86 | 14.    | 119    | 40.     | 6       | 22.     | 8       | 22.          | 12           | 12.    | 43     | 5.          | 50          |
| 1986/87 | 19.    | 63     | –       | –       | 13.     | 18      | 19.          | 15           | 28.    | 10     | 2.          | 20          |
| 1987/88 | 55.    | 18     | –       | –       | 19.     | 9       | 21.          | 9            | –      | –      | –           | –           |

### Weltcupsiege
Wenzel kam 117-mal unter die Top Ten (Quelle: FIS web-site),
errang insgesamt 47 Podestplätze, davon 14 Siege:
| Datum             | Ort                    | Land        | Disziplin    |
| ----------------- | ---------------------- | ----------- | ------------ |
| 17. Januar 1978   | Adelboden              | Schweiz     | Riesenslalom |
| 6. März 1978      | Waterville Valley      | USA         | Riesenslalom |
| 12. Januar 1980   | Lenggries              | Deutschland | Kombination  |
| 13. Januar 1980   | Kitzbühel              | Österreich  | Slalom       |
| 8. März 1980      | Oberstaufen            | Deutschland | Riesenslalom |
| 4. Januar 1981    | Ebnat-Kappel           | Schweiz     | Kombination  |
| 23. Februar 1983  | Tärnaby                | Schweden    | Slalom       |
| 2. Dezember 1983  | Kranjska Gora          | Jugoslawien | Slalom       |
| 20. Dezember 1983 | Madonna di Campiglio   | Italien     | Kombination  |
| 17. Januar 1984   | Parpan                 | Schweiz     | Kombination  |
| 29. Januar 1984   | Garmisch-Partenkirchen | Deutschland | Super-G      |
| 17. Dezember 1984 | Madonna di Campiglio   | Italien     | Kombination  |
| 6. Januar 1985    | La Mongie              | Frankreich  | Slalom       |
| 13. Januar 1985   | Kitzbühel              | Österreich  | Kombination  |

## Auszeichnungen
- Sportler des Jahres in Liechtenstein: 1978, 1980, 1983, 1984 und 1985